# Rio Dalnic
O Rio Dalnic é um rio da Romênia, afluente do Râul Negru, localizado no distrito de Covasna.